# 二臂栉水母属
二臂栉水母属（学名：Duobrachium）为球栉水母目的一个属。科的地位未定。该属的惟一物种二臂球栉水母（Duobrachium sparksae）是美国国家海洋暨大气总署（NOAA）的渔业科学家麦可（Mike Ford）和艾伦（Allen Collins）使用探测机器人在波多黎各附近的约4000米深的深海海域发现的一种胶状动物。这也是 NOAA 科学家首次仅基于高清视频来发现、报告和描述一个新物种。

## 下属物种
本属包括以下物种：
- 二臂球栉水母 Duobrachium sparksae Ford, Bezio & Collins, 2020